# Solanum bauerianum
Solanum bauerianum is een plant die alleen bekend was van Norfolk en Lord Howe-eiland. Nu wordt aangenomen dat de soort is uitgestorven. De plant is vernoemd naar botanisch illustrator Ferdinand Bauer die van 1804–1805 op Norfolk verbleef. In 1833 heeft Stephan Endlicher de plant wetenschappelijk beschreven.
Het was een struik of tot 3 m hoge boom met een gladde stam en zacht hout. De bladeren waren afwisselend geplaatst of soms gepaard, oneffen, lancetvormig tot elliptisch, 6–13 x 2,5–6 cm groot, aan de basis gespitst en aan het uiteinde toegespitst met een klein topspitsje, gaafrandig of onregelmatig en ruw getand en gegolfd.
De bloemen groeiden in eindstandige of bladokselstandige, veelbloemige pluimen. De stelen van de bloeiwijzes waren 1,5–3,5 cm lang en de stelen van de afzonderlijke bloemen waren 5–10 mm lang en raakten omgebogen als de vruchten in grootte toenamen. De kelken waren 1,5–2 mm lang en bestonden uit korte, brede, gepunte lobben. De bloemkroon was stervormig, 1,5–1,7 cm breed en wit van kleur. De kroonbladeren waren breed-ovaal-driehoekig en puntig aan de uiteinden. De meeldraden waren 2 mm lang. De vruchten waren bolvormige, helder rode of scharlakenrode bessen, die circa 3 mm grote zaden bevatten.
Het laatste bewaarde herbariumspecimen is in 1830 verzameld door Allan Cunningham. Daarna zijn er nog andere botanici geweest die de plant hebben verzameld, maar deze exemplaren zijn niet bewaard gebleven. In 1985 zijn er bij een onderzoek geen exemplaren meer aangetroffen.
De plant zou mogelijk zijn uitgestorven door invasieve plantensoorten die de plant verdrongen en knaagdieren die de zaden en vruchten opvraten.